# Akbar Chán
Akbar Chán byl afghánský panovník, vojevůdce a kmenový náčelník. Byl synem Dóst Muhammad Chána a vedl povstalecké boje během první anglo-afghánské války, jež trvala mezi lety 1839–1842.
Afghánské území roku 1839 v rámci Velké hry obsadila britská vojska a na trůn Britové dosadili místními obyvateli nenáviděného panovníka Šáha Šudžu. To vyvolalo silný odpor místních kmenů, které se začaly proti cizí nadvládě bouřit a nejdříve formou partyzánského boje, později ozbrojeným povstáním začaly Brity vytlačovat. V čele kmenů, které bojovaly proti Britům, stál právě Akbar Chán. Poté, co se Afgháncům podařilo Brity porazit, a prakticky celou ustupující armádu v lednu 1842 vyhladit, se Akbar Chán stal prvním vezírem nového panovníka Fáteh Džanga. Fakticky však držel moc nad afghánským územím Akbar Chán. V roce 1842 vedl osvobozenecké boje a dobýval zpět města, která se na čas ocitla v rukou Britů. V roce 1843 se z britského zajetí vrátil Akbarův otec Dóst Muhammad, který přebral moc od Akbara do svých rukou.